# Guatteria macropus
Guatteria macropus Mart. – gatunek rośliny z rodziny flaszowcowatych (Annonaceae Juss.). Występuje endemicznie w Brazylii (w stanach Bahia, Espírito Santo oraz Minas Gerais). 

## Morfologia
PokrójZimozielone drzewo lub krzew dorastające do 2,5–9 m wysokości.
LiścieMają eliptyczny kształt. Mierzą 12–16 cm długości oraz 2,5–3,5 szerokości. Liść na brzegu jest całobrzegi. Wierzchołek jest ostry lub spiczasty.

## Biologia i ekologia
Rośnie w lasach.